# Wenanty Fuhl
Wenanty Fuhl (* 2. Dezember 1960 in Ruda Śląska, Polen) ist ein ehemaliger polnischer Fußballspieler.

## Karriere

### Spieler
Fuhl spielte bis 1980 für Urania Ruda Śląska, bevor er – dem Jugendalter entwachsen – vom amtierenden Meister Szombierki Bytom verpflichtet wurde und für diesen bis Saisonende 1981/82 47 Punktspiele bestritt und zwei Tore erzielte. Nach Deutschland gelangt, gehörte er in der Saison 1982/83 dem Bundesligisten FC Schalke 04 an, für den er jedoch kein Pflichtspiel bestritt. In der Saison 1983/84 spielte er für den Wiener Sport-Club, für den er vier Tore in 24 Bundesligaspielen bestritt.
Nach Deutschland zurückgekehrt, trug er mit acht Punktspielen für den Zweitligisten 1. FC Nürnberg zum Aufstieg bei. Nach der Saison 1985/86 beim TSV Havelse in der drittklassigen Oberliga Nord, folgte seine längste Vereinszugehörigkeit; für den 1. FC Saarbrücken bestritt er von 1986 bis 1994 197 Zweitligaspiele (19 Tore), neun Spiele in der Aufstiegsrunde und 22 Erstligaspiele (1 Tor) in der Saison 1992/93. Für den SC Hauenstein kam er bei der Premiere der drittklassigen Regionalliga West/Südwest 1994/95 in 25 Punktspielen zum Einsatz, in denen ihm ein Tor gelang. Seine Spielerkarriere ließ er in der Folgesaison beim Ligakonkurrenten FC Homburg ausklingen.

### Trainer
Von 2002 bis 2004 übte er beim Saarbrücker Stadtteilverein und Kreisligisten SV Scheidt seine erste Trainertätigkeit aus. Im Jahr 2004 war er Trainer des Bezirksligisten Spvgg. Quierschied aus dem gleichnamigen saarländischen Ort. Von 2008 bis 2010 trainierte er die C-Jugend der Juniorenfördergemeinschaft St. Ingbert.

## Sonstiges
- Nach seiner Spielerlaufbahn war er bei einer Reihe saarländischer Amateurvereine als Trainer tätig.
- Fuhl ist verheiratet und Vater dreier Kinder. Seine Söhne David (* 1987) und Lukas (* 1995) sind bzw. waren im Amateurbereich ebenfalls Fußballspieler. Außerdem hat Fuhl eine Tochter namens Julia.[3]